# Walther Frieboes

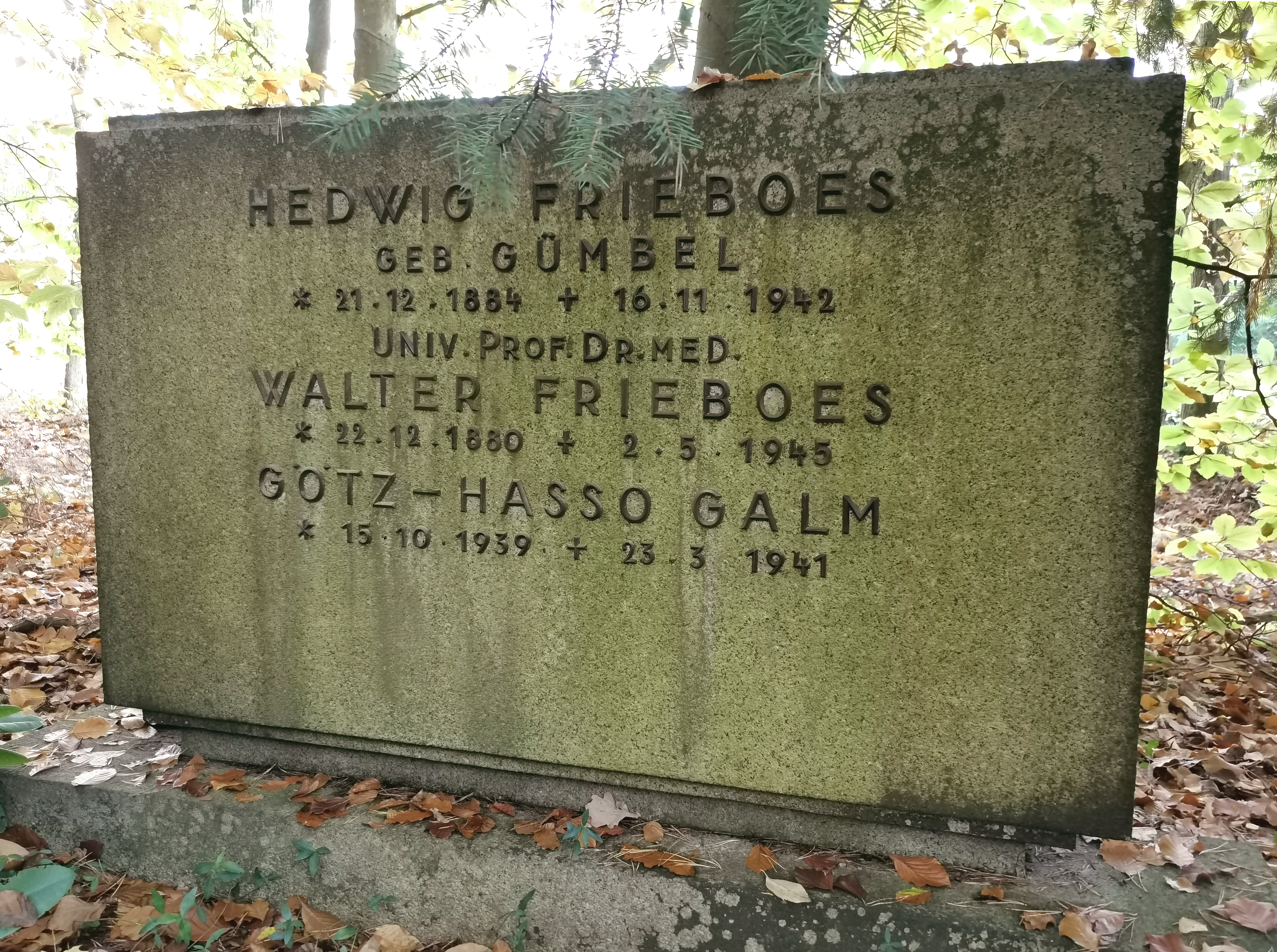
Grabstein auf dem Südwestkirchhof Stahnsdorf, Block Reformation

Walther Martin Oswald Frieboes, auch Walter Friboes (* 22. Dezember 1880 in Gotha; † 2. Mai 1945 in Berlin) war ein führender deutscher Dermatologe zur Zeit des Nationalsozialismus sowie Professor an den Universitäten Rostock und Berlin.

## Leben und Wirken
Walther Frieboes, Sohn eines Bankdirektors, beendete seine Schullaufbahn 1901 mit dem Abitur. Anschließend begann er ein Studium der Medizin an der Universität Rostock und führte dieses an den Universitäten Würzburg und Berlin fort. Im Sommersemester 1904 kehrte Frieboes nach Rostock zurück und schloss sein Studium 1906 mit dem Staatsexamen ab. Frieboes befasste sich zudem medizinhistorisch mit dem Aulus Cornelius Celsus. Im Jahr 1907 wurde er, ebenfalls in Rostock, zum Dr. med. promoviert. Thema der Dissertation war: Beiträge zur Kenntnis der Jute. Danach folgte noch ein einjähriges Studium generale unter anderem in Geschichtswissenschaft. Anschließend war Frieboes an den Hautkliniken in Berlin, Rostock und Bonn tätig, bis er sich 1912 mit einem Beitrag zur Kenntnis der Klinik und Histo-Pathologie der gutartigen Hautepitheliome habilitierte. Seine Tochter ist Ulla Galm.
Frieboes folgte 1913 einem Ruf an die Universität Rostock, wo er den erkrankten Direktor der Universitätshautklinik Maximilian Wolters vertrat. Im Oktober 1914 wurde Frieboes dort Direktor der Hautklinik und a. o. Professor. Während des Ersten Weltkrieges war Frieboes als Militärarzt tätig. 1919 wurde Frieboes an der Universität Rostock ordentlicher Professor. Aufgrund seiner Verdienste um die Hautklinik, unter anderem der Erweiterung der Bettenkapazitäten, wurde Frieboes 1927 Rektor der Universität. Im Oktober 1932 wechselte Frieboes als Professor an die Charité nach Berlin, wo er wiederum Hochschullehrer und Direktor der dortigen Hautklinik in Personalunion war. Diese Funktionen bekleidete Frieboes bis zu seinem Tod Anfang Mai 1945. Auch an der Universitätshautklinik in Berlin konnte Frieboes trotz schlechten baulichen Zustands und fehlender finanzieller Mittel eine Erweiterung der Hautklinik erreichen und den Ausbau der Forschung vorantreiben. Frieboes war Mitglied der Leopoldina.
Frieboes war ab 1933 Mitglied des NS-Lehrerbundes. Auf Weisung Adolf Hitlers gehörte Frieboes während des Zweiten Weltkrieges dem Wissenschaftlichen Senat des Heeressanitätswesens an. Die Fachzeitschrift Archiv für Dermatologie und Syphilis gab er mit heraus. Frieboes war Autor von Lehr- und Fachbüchern zu den Bereichen Dermatologie und Venerologie. Friboes erlag in den letzten Tagen des Krieges in der Berliner Charité den Folgen seiner Zyankali-Vergiftung. Frieboes wurde zunächst auf dem Südwestkirchhof Stahnsdorf beigesetzt, wo sich noch sein Grabstein befindet. Später erfolgte eine Umbettung nach Oberammergau.